# فينتينيليه (كونستانتا)
فينتينيليه  هي قرية تقع في إقليم كونستانتا في رومانيا.

## السكان
حسب إحصائيات 2002 بلغ عدد سكان القرية 1,693 نسمة.